# Antonio Winterstein
Pour les articles homonymes, voir Winterstein.

a Compétitions nationales et continentales officielles uniquement.

b Matchs officiels uniquement.
Antonio Winterstein, né le 30 mai 1988 à Auckland
(Nouvelle-Zélande), est un joueur de rugby à XIII néo-zélandais évoluant au poste d'ailier dans les années 2000. Au cours de sa carrière, il n'a connu que 2 clubs : les Brancos de Brisbane et les North Queensland Cowboys

## Palmarès
- Collectif :
  - Vainqueur de la National Rugby League : 2015 (Cowboys du North Queensland).
  - Finaliste de la National Rugby League : 2017 (Cowboys du North Queensland).